# Sarlósfecskefélék

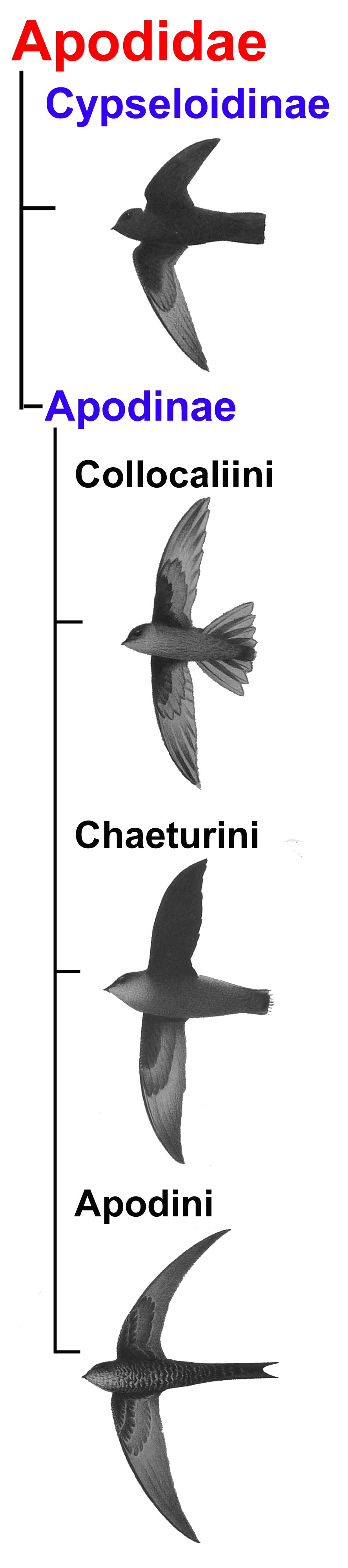

A sarlósfecskefélék (Apodidae) a madarak osztályának a sarlósfecske-alakúak (Apodiformes) rendjébe tartozó család. Nevüket szárnyaik alakjáról kapták, de valójában nem a fecskékkel, hanem sokkal inkább a kolibrikkel állnak rokonságban. Családjuk tudományos neve – Apodidae – lábatlant jelent, utalva kicsi, fejletlen lábaikra, amivel járni szinte képtelenek, legfeljebb kapaszkodásra alkalmas. 

## Rendszerezésük
A család az alábbi alcsaládok, nemzetség, nemek és fajok tartoznak.

### Cypseloidinae
A Cypseloidinae alcsaládba 1 nemzetség tartozik

#### Cypseloidini
- Cypseloides
- Streptoprocne

### Apodinae
Az Apodinae alcsaládba 3 nemzetség tartozik

#### Collocalini
- Collocalia
- Aerodramus
- Hydrochous
- Schoutedenapus

#### Chaeturini
- Mearnsia
- Zoonavena
- Telacanthura
- Rhaphidura
- Neafrapus
- Hirundapus
- Chaetura

#### Apodini
- Aeronautes
- Tachornis
- Panyptila
- Cypsiurus
- Tachymarptis
- Apus